# 기쿠치 모치토모

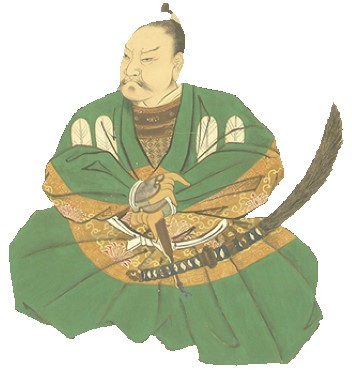
기쿠치 모치토모의 초상

기쿠치 모치토모(菊池 持朝, きくち もちとも, 오에이 16년(1409년) - 분안 3년 7월 28일(1446년 8월 20일))는 기쿠치씨의 19대 당주로 제18대 당주 · 기쿠치 가네토모(菊池兼朝)의 아들이다. 관위는 종4위하 히고노카미. 자식으로 기쿠치 다메쿠니(菊池為邦) · 기쿠치 다메야스(그 손자가 제23대 당주인 마사타카) · 다쿠마 다메후사(詫摩為房) ·  우도 다메미쓰(宇土為光), 기노 스케타다(木野相直, 아들이 지카노리로 제26대 당주인 요시타케는 지카노리의 증손이다)가 있었다.
히고 키쿠치 씨 당주로써는 유일하게 아시카가 쇼군의 이름자 한 글자를 받아, 아시카가 요시모치의 한 글자에 의해 처음에는 모치타케(持武, もちたけ)라고 하였다가 훗날 모치토모(持朝)라 자칭하였다.
무로마치 막부에 출사하여 쇼군 아시카가 요시노리의 중신이었다. 오토모 지카쓰나(大友親綱)를 령국(領国)에서 비호하여 오토모 당주 자리에 앉혔다.
처음에는 에이쿄(永享) 2년(1431년), 아버지와의 대립에 의해 아버지 가네토모를 추방하고 가독을 계승하였다. 모치토모는 시대의 흐름을 읽지 못했던 아버지 가네토모와는 달리 동란의 규슈 땅에서 막부편에 서겠다는 입장을 분명히 하였으며, 오우치 씨(大内氏)와 연계하여 쇼니 씨(少弐氏)와 오토모 씨(大友氏)와 대립했다. 무로마치 막부도 기쿠치 씨에게 지쿠고의 슈고 직을 주고 오토모 모치타다(大友持直)를 토벌하도록 할 것을 노리고 있으며, 에이쿄 5년(1434년)에 모치토모는 지쿠고 슈고 직에 임명된다. 그러나 이듬해 오토모 토벌에 실패한다.
또한 모치토모는 아버지 가네토모의 후원을 받으며 반항하던 동생 기쿠치 다다치카(菊池忠親)를 자살로 몰아가 일족의 통제를 강화하고, 기쿠치 소료(惣領)의 권위 강화에 매진했다. 히고 국의 유력 고쿠진인 우도 성의 성주 우도 다다토요(宇土忠豊)의 후사로 자식 다메미쓰(為光)를 보내어 세력의 확대에 부심한다.
분안 3년(1446년)에 38세의 나이로 병사한다. 그 뒤를 적남 · 기쿠치 다메쿠니가 이어 받았다.

## 참고 문헌
- 기무라 다다오 「오오토모 씨의 분고 지배」(大友氏の豊後支配, 초판 : 『구마모토 사학』 42호(1973년) / 수록 : 야기 나오키 편 『시리즈 중세 서국 사무라이 연구 제2권 분고 오오토모 씨』(シリーズ・中世西国武士の研究 第二巻 豊後大友氏, 戎光祥出版, 2014년) ISBN 978-4-86403-122-6 )

## 같이 보기
- 成道寺(구마모토시)